# Universidad Nacional de Colombia sede La Paz
La Universidad Nacional de Colombia, Sede de La Paz es un campus de la Universidad Nacional de Colombia, ubicada en el municipio de La Paz, Cesar, uno de los municipios del Área Metropolitana de Valledupar. 
El Consejo Superior Universitario (CSU) reglamentó por medio del Acuerdo 250 de 2017 del 24 de octubre, la creación de la Sede de La Paz de la Universidad Nacional de Colombia. El diseño arquitectónico estuvo a cargo del arquitecto y profesor de la sede Manizales, Edison Henao Carvajal. La infraestructura fue culminada el 10 de agosto de 2018 y entregado a la institución, se espera que atienda una oferta académica de 2.200 estudiantes.
El 1 de octubre de 2024, el Profesor Camilo Borrero García fue nombrado Vicerrector de Sede. La Profesora Maria Marcela Camacho Navarro ejerció como Vicerrectora de Sede entre febrero de 2020 y abril de 2024.  El Profesor Iván Jaramillo Jaramillo ejerció como Vicerrector de Sede entre enero de 2019 y febrero de 2020.

## Oferta académica
La oferta académica de la Universidad Nacional de Colombia en su sede de La Paz es de seis programas de pregrado:
- Biología.
- Estadística.
- Geografía.
- Gestión Cultural y Comunicativa.
- Ingeniería Biológica.
- Ingeniería Mecatrónica.

En la actualidad cuenta a nivel de posgrados con tres especializaciones y dos programas de maestría:
- Especialización en Derecho Constitucional.
- Especialización en Derecho de Familia.
- Especialización en Cultivos Perennes Industriales.
- Maestría en Salud Pública.
- Maestría en Enseñanza de las Ciencias Exactas y Naturales